# Acépromazine
L'acépromazine, ou acétylpromazine, est un antagoniste compétitif central de la dopamine, utilisé comme tranquillisant en médecine vétérinaire, notamment en prémédication, chez les carnivores domestiques et le cheval, et également comme somnifère (c'est un des trois composants du Noctran®). C'est une phénothiazine appartenant à la classe des antipsychotiques.

## Mode d'action
L'acépromazine est un antidopaminergique : elle antagonise les récepteurs dopaminergiques du système nerveux central. Ses mécanismes d'action ne sont pas encore tout à fait connus.
En outre, l'acépromazine antagonise les récepteurs sérotoninergiques, histaminergiques, α1-adrénergiques et cholinergiques.

## Utilisation / Posologie
L'acépromazine est utilisée par voie orale, à la dose de 1,1  à   2,2 mg·kg-1 chez le chien et le chat, comme tranquillisant, i.e. en vue d'une contention chimique.
L'acépromazine est largement utilisée par voie parentérale en pré-anesthésie. Chez le chien et le chat, on l'utilise à la dose de 10  à   50 μg·kg-1.
L'acépromazine potentialise la narcose et la myorelaxation induites par les anesthésiques généraux. Elle potentialise également l'analgésie des morphiniques (neuroleptanalgésie). Elle améliore la qualité de l'induction et du réveil.

## Données pharmacologiques

### Données pharmacodynamiques
L'acépromazine, par son action sur de nombreux récepteurs, induit une tranquillisation dose-dépendante. Elle est antiarythmique, antispasmodique et antiémétique.
En outre, elle abaisse le seuil épileptogène et est responsable d'une dépression centrale de la thermorégulation (dysthermie) et de la vasodilatation (hypotension).

### Données pharmacocinétiques
L'acépromazine agit en 15 à 20 minutes par voie intraveineuse. Son effet dure entre 3 et 6 heures selon la dose.

## Effets secondaires
L'acépromazine induit une dépression cardiorespiratoire ; elle agit surtout sur le système cardiovasculaire et provoque une bradycardie et une hypotension dose-dépendantes. Elle fausse les paramètres hématologiques en abaissant de près de 50 % l'hématocrite ainsi que la protéinémie.

## Contre-indications

### Contre-indications relatives
- Gériatrie, pédiatrie
- Races brachycéphales (injection d'acépromazine possible après induction de l'anesthésie)
- Coagulopathies, hémopathies

### Contre-indications absolues
- Insuffisance hépatique sévère
- Neurochirurgie médullaire, convulsions, épilepsie
- Insuffisance cardiaque sévère
- Déshydratation

## Toxicité / Surdosage
La toxicité de l'acépromazine est assez faible : sa DL50 est de 61 mg kg−1 par voie intraveineuse (souris) et de 257 mg kg−1 par voie orale (souris).

## Interactions médicamenteuses
L'acépromazine peut interagir avec :
- le paracétamolDCF (acétaminophèneDCI) : risque d'hypothermie ;
- la phénytoïne : augmente le métabolisme de la phénytoïne ;
- la procaïne : augmente l'activité de la procaïne ;
- le propanolol : augmente les concentrations plasmatiques en acépromazine et en propanolol ;
- la quinidine : augmente la dépression cardiaque.

## Médicaments vétérinaires disponibles en France
- Calmivet
- Vétranquil 0,5 %
- Vétranquil 1 %